# Sarlóscsőrű fahágó
A sarlóscsőrű fahágó (Campylorhamphus trochilirostris) a madarak osztályának verébalakúak (Passeriformes) rendjébe, valamint a fazekasmadár-félék (Furnariidae) családjába tartozó faj.

## Rendszerezése
A fajt Martin Hinrich Carl Lichtenstein német zoológus írta le 1820-ban, a Dendrocolaptes nembe Dendrocolaptes trochilirostris néven, innen helyezték jelenlegi nemébe.

## Alfajai
- Campylorhamphus trochilirostris brevipennis Griscom, 1932
- Campylorhamphus trochilirostris devius Zimmer, 1934
- Campylorhamphus trochilirostris guttistriatus Pinto & Camargo, 1955
- Campylorhamphus trochilirostris hellmayri Laubmann, 1930
- Campylorhamphus trochilirostris lafresnayanus (Orbigny, 1846)
- Campylorhamphus trochilirostris major Ridgway, 1911
- Campylorhamphus trochilirostris napensis Chapman, 1925
- Campylorhamphus trochilirostris notabilis Zimmer, 1934
- Campylorhamphus trochilirostris omissus Pinto, 1933
- Campylorhamphus trochilirostris snethlageae Zimmer, 1934
- Campylorhamphus trochilirostris thoracicus (P. L. Sclater, 1860)
- Campylorhamphus trochilirostris trochilirostris (Lichtenstein, 1820)
- Campylorhamphus trochilirostris venezuelensis (Chapman, 1889)
- Campylorhamphus trochilirostris zarumillanus Stolzmann, 1926[2]

## Előfordulása
Panama, Argentína, Bolívia, Brazília, Kolumbia, Ecuador, Paraguay, Peru és Venezuela területén honos. Természetes élőhelyei a szubtrópusi és trópusi  síkvidéki és hegyi esőerdők, lombhullató erdők és mocsári erdők, valamint szavannák és cserjések.

## Megjelenése
Átlagos testhossza 28 centiméter, testtömege 30-55 gramm. Testalkata karcsú. Erős, sarló alakú csőre lefelé görbül. A fatörzseken és ágakon kúszva halad, merev farkára támaszkodva.
|  |

## Életmódja
Főleg ízeltlábúakkal táplálkozik, de kisebb gerinceseket is fogyaszt.

## Természetvédelmi helyzete
Az elterjedési területe rendkívül nagy, egyedszáma pedig stabil. A Természetvédelmi Világszövetség Vörös listáján nem fenyegetett fajként szerepel.